# Gabriella Zelinka
Gabriella Zelinka (* 4. Januar 1991 in Budapest) ist eine ungarische Langstreckenläuferin, Duathletin und Triathletin. Sie ist mehrfache Staatsmeisterin Duathlon und Triathlon (2013–2023).

## Werdegang
2012 wurde Gabriella Zelinka ungarische Straßen-Radsportmeisterin im Einzelzeitfahren.

### 3. Rang Europameisterschaft Triathlon 2013
2013 wurde sie im französischen Vichy Dritte bei der Triathlon-Europameisterschaft auf der Langdistanz. Im Juli wurde sie ungarische Meisterin auf der Triathlon-Langdistanz.
Im April 2014 wurde Gabriella Zelinka Duathlon-Staatsmeisterin und im Juli auch erneut Staatsmeisterin auf der Triathlon-Langdistanz.
Beim Ironman 70.3 Pays d’Aix France holte sie sich im Mai 2015 ihren ersten Sieg auf der halben Ironman-Distanz (1,9 km Schwimmen, 90 km Radfahren und 21,1 km Laufen). Im Mai 2019 wurde die damals 28-Jährige in Spanien Dritte beim Ironman 70.3 Barcelona. Im August stellte sie mit ihrer Siegerzeit von 9:11:59 h in Nagyatád einen neuen ungarischen Rekord für die Langdistanz auf und wurde zum dritten Mal ungarische Meisterin.
Im Juni 2021 wurde sie im Rahmen der Challenge Walchsee-Kaiserwinkl Elfte bei der ETU-Europameisterschaft auf der Halbdistanz. Im August wurde die 30-Jährige in Frankreich Dritte auf der Langdistanz beim Embrunman.
Im September 2022 wurde die 31-Jährige beim Ironman Italy in Cervia nach 8:56:08 Stunden mit persönlicher Bestzeit auf der Langdistanz Sechste.
Im Juli 2023 wurde Zelinka zum zweiten Mal ungarische Meisterin auf der Triathlon-Kurzdistanz.
Gabriella Zelinka lebt in Budapest.

## Sportliche Erfolge
| Datum/Jahr    | Rang | Wettbewerb                                           | Austragungsort  | Zeit       | Bemerkung                                                                          |
| ------------- | ---- | ---------------------------------------------------- | --------------- | ---------- | ---------------------------------------------------------------------------------- |
| 12. Mai 2024  | 5    | Challenge Cesenatico                                 | Cesenatico      | 04:49:38   |                                                                                    |
| 15. Juli 2023 | 1    | HUN Triathlon National Championships                 | Tata            | 02:12:41   | Staatsmeisterin auf der Triathlon-Kurzdistanz                                      |
| 21. Juni 2021 | 11   | ETU Middle Distance Triathlon European Championships | Walchsee        | 04:20:04   | ETU-Europameisterschaft auf der Halbdistanz bei der Challenge Walchsee-Kaiserwinkl |
| 31. Aug. 2019 | 1    | HUN Triathlon National Championships                 | Tata            | 02:11:49   | Staatsmeisterin auf der Triathlon-Kurzdistanz                                      |
| 19. Mai 2019  | 3    | Ironman 70.3 Barcelona                               | Barcelona       | 04:45:09   |                                                                                    |
| 1. Sep. 2018  | 2    | Triathlon Grado                                      | Grado           | 02:09:17   | Zweite hinter Lisa Hütthaler                                                       |
| 17. Juni 2018 | 3    | Challenge Heilbronn                                  | Heilbronn       | 04:30:03   | auf der Mitteldistanz                                                              |
| 21. Juni 2017 | 2    | Langauer Triathlon                                   | Langau          |            | Zweite auf der Kurzdistanz hinter Simone Fürnkranz                                 |
| 8. Juni 2015  | 1    | Kirchbichl Triathlon                                 | Kirchbichl      | 02:11:51,3 |                                                                                    |
| 3. Mai 2015   | 1    | Ironman 70.3 Pays d’Aix France                       | Aix-en-Provence | 04:33:32   |                                                                                    |

| Datum/Jahr    | Rang | Wettbewerb                                                   | Austragungsort | Zeit     | Bemerkung                                                             |
| ------------- | ---- | ------------------------------------------------------------ | -------------- | -------- | --------------------------------------------------------------------- |
| 7. Mai 2023   | 14   | ITU Long Distance Triathlon World Championships              | Ibiza          | 06:28:08 | Weltmeisterschaft auf der Triathlon-Langdistanz                       |
| 18. Sep. 2022 | 6    | Ironman Italy                                                | Cervia         | 08:56:08 | persönliche Bestzeit auf der Langdistanz                              |
| 5. Sep. 2021  | 15   | Challenge Roth                                               | Roth           | 09:15:50 | verkürzte Raddistanz                                                  |
| 15. Aug. 2021 | 3    | Embrunman                                                    | Embrun         |          | auf der Langdistanz                                                   |
| 10. Aug. 2019 | 1    | HUN Long Distance Triathlon National Championships           | Nagyatád       | 09:11:59 | Staatsmeisterin auf der Triathlon-Langdistanz                         |
| 28. Juli 2019 | 7    | Ironman Hamburg                                              | Hamburg        | 10:14:28 |                                                                       |
| 22. Sep. 2018 | 2    | Ironman Italy                                                | Cervia         | 09:19:51 |                                                                       |
| 31. Aug. 2014 | 1    | Challenge Vichy                                              | Vichy          | 09:14    | [ 2 ]                                                                 |
| 26. Juli 2014 | 1    | HUN Long Distance Triathlon National Championships           | Nagyatád       | 09:14:41 | Staatsmeisterin auf der Triathlon-Langdistanz                         |
| 1. Sep. 2013  | 3    | ETU Challenge Long Distance Triathlon European Championships | Vichy          | 09:37:01 | Europameisterschaft auf der Langdistanz im Rahmen der Challenge Vichy |
| 27. Juli 2013 | 1    | HUN Long Distance Triathlon National Championships           | Nagyatád       | 09:39:21 | Staatsmeisterin auf der Triathlon-Langdistanz                         |

| Datum/Jahr    | Rang | Wettbewerb                          | Austragungsort | Zeit     | Bemerkung                     |
| ------------- | ---- | ----------------------------------- | -------------- | -------- | ----------------------------- |
| 12. Apr. 2014 | 1    | HUN Duathlon National Championships | Káptalantóti   | 02:08:20 | Duathlon-Staatsmeisterin      |
| 5. Mai 2013   | 2    | HUN Duathlon National Championships | Káptalantóti   | 02:15:44 | Duathlon-Vize-Staatsmeisterin |

(DNF – Did Not Finish)